# Mycetophila dalcahuensis
Mycetophila dalcahuensis är en tvåvingeart som beskrevs av Duret 1991. Mycetophila dalcahuensis ingår i släktet Mycetophila och familjen svampmyggor. Inga underarter finns listade i Catalogue of Life.